# ليون هاسلام
ليون هاسلام (بالإنجليزية: Leon Haslam) مواليد 31 مايو 1983 في إيلنغ، هو متسابق دراجات نارية إنجليزي. نافس في سباقات بطولة العالم لفئة 500 سي سي. كما شارك في بطولة العالم للسوبربايك.

## وصلات خارجية
- ليون هاسلام على موقع MotoGP.com (الإنجليزية)
- ليون هاسلام على موقع WorldSBK.com (الإنجليزية)

- الموقع الإلكتروني